# Xiphopterella coriacea
Xiphopterella coriacea är en stensöteväxtart som beskrevs av Barbara S. Parris. Xiphopterella coriacea ingår i släktet Xiphopterella och familjen Polypodiaceae. Inga underarter finns listade.